# 久保信保
久保 信保（くぼ のぶやす、1952年〈昭和27年〉5月21日 - ）は、日本の自治・総務官僚。広島県副知事、総務省自治財政局長、消防庁長官などを歴任。

## 来歴
福岡県生まれ。東京大学法学部を卒業し、1975年（昭和50年）4月、自治省に入省。入省後、広島県副知事、自治行政局市町村課長、総務省大臣官房審議官、自治行政局選挙部長、総務省大臣官房総括審議官などを歴任。
2007年（平成19年）7月、総務省自治財政局長に就任。
2010年（平成22年）7月27日、消防庁長官に就任。在任中、東北地方太平洋沖地震（東日本大震災）が発生し、消防庁長官として初めて消防組織法における緊急消防援助隊を派遣する指示権を行使した。また、地震に起因して発生した福島第一原子力発電所事故に際し、原子力安全・保安院からの依頼を受けて東京消防庁に緊急消防援助隊として注水作業を要請した。
2012年（平成24年）9月11日、消防庁長官を辞職。
2014年（平成26年）4月、自治体衛星通信機構理事長に就任。同年6月、ベネフィット・ワン社外取締役に就任。
2018年（平成30年）6月、安田倉庫社外取締役に就任。
2019年（令和元年）6月、ベネフィット・ワン社外取締役監査等委員に就任。
2024年（令和6年）春の叙勲で瑞宝重光章受章